# Yahiya Doumbia
Pour les articles homonymes, voir Doumbia.
Yahiya Doumbia, né le 25 août 1963 à Dakar, est un ancien joueur de tennis professionnel sénégalais.
Meilleur joueur de tennis de l'histoire du Sénégal, il fut également l'un des meilleurs joueurs africains de son époque.
Il a participé à 26 rencontres de Coupe Davis avec l'équipe du Sénégal entre 1984 et 1999. Il a notamment atteint les demi-finales du groupe I en 1988, s'inclinant 3 à 2 face aux Néerlandais avec une victoire sur Tom Nijssen. Dans cette compétition, il compte également des victoires sur Menno Oosting, Bartłomiej Dąbrowski et Claude N'Goran.

## Biographie
La carrière de ce droitier d'1,85 m est restée relativement modeste d'un point de vue international mais il a tout de même remporté deux tournois ATP, chaque fois en sortant des qualifications. Sa première victoire intervint à Lyon en février 1988 alors qu'il était classé 453e mondial, établissant alors le record du vainqueur d'un tournoi ATP le plus mal classé (record battu près de 15 ans plus tard par Lleyton Hewitt). Sa deuxième victoire fut établie à Bordeaux en septembre 1995, contre Jakob Hlasek, alors qu'il était 282e mondial. Il devient ainsi le premier joueur de tennis à remporter deux tournois ATP en étant issu des qualifications.
Yahiya Doumbia est encouragé à jouer au tennis par son oncle qui est recteur d'université et directeur de la fédération sénégalaise de tennis. Il s'entraîne avec ses sœurs Nadia et Naïssa qui ont notamment été sacrées championnes d'Afrique. Yahiya devient lui-même champion d'Afrique en 1981, succédant à son frère Miloud. Il rejoint en 1981 le centre de formation de Roland-Garros, puis part 4 ans aux États-Unis, étudier le marketing à l'Université de Hampton en Virginie.
Il s'est retiré du circuit après des blessures répétées au genou gauche. Vivant en France et titulaire d'un brevet d’état de moniteur de tennis en 2001, il vit à Mulhouse et entraîne de jeunes espoirs au TC Illberg. Il fait également office de capitaine de l'équipe première féminine du TC Illberg qui évolue en division nationale.

## Carrière
Il commence sa carrière en 1986 sur le circuit Challenger et Satellite, essentiellement en Afrique.
Pour son premier tournoi de la saison en 1988 et aussi sa première apparition dans un tournoi ATP, il crée l'une des plus grandes surprises de l'histoire du tennis en s'imposant à Lyon contre Todd Nelson. Il y bat notamment Andrei Chesnokov au premier tour, quart de finaliste sortant de l'Open d'Australie. Il réalise également cette saison de belles performances au cours de sa tournée américaine avec un huitième de finale à Stratton Mountain, un quart à Indianapolis et une demi à Livingston. Lors de ces tournois, il élimine les joueurs suivants : Amos Mansdorf (22e), Jay Berger (36e) et Peter Lundgren (33e).
Parcours lors du tournoi de Lyon (tableau principal) :
- 1er tour :  Andrei Chesnokov, 29e et tête de série no 2 (7-67, 7-55)
- 2e tour :  Jérôme Potier, 103e (6-7, 6-3, 6-1)
- 1/4 de finale :  Jeremy Bates, 82e (6-3, 7-5)
- 1/2 finale :  Eduardo Masso, 186e (6-4, 7-6)
- Finale :  Todd Nelson, 119e (6-4, 3-6, 6-3)

En 1989, il perd les 11 matchs qu'il dispute sur le circuit ATP et ne parvient donc pas à défendre ses points acquis l'année précédents. Il chute au-delà de la 300e place mondiale. Diminué par une tendinite au genou puis au bras, il rate une bonne partie de la saison 1990. Il est de retour début 1991 dans des tournois Challenger. Il remporte en juillet le tournoi de Campos do Jordão contre le Brésilien Mauro Menezes. Peu après, il est victime de troubles visuels, ce qui l'empêche de jouer correctement. Il rate une partie de la saison 1992 le temps de se soigner.
Après une longue traversée du désert, il réapparait dans un tournoi ATP à Lyon fin 1993. Il élimine Guillaume Raoux au premier tour. Il enchaîne ensuite avec plusieurs tournois sans grand succès et rejoue ainsi dans des tournois satellites en 1995. Au cours d'une tournée au Danemark puis en Russie, il enchaîne une série de 27 victoires consécutives. Il participe à l'Open de Bordeaux où il parvient à rééditer son exploit de Lyon. Il remporte le tournoi en étant issu des qualifications et après avoir battu trois têtes de série. Il écarte Jakob Hlasek en finale qui disputait quant à lui la 14e finale de sa carrière. En deux mois, Doumbia passe de la 753e à la 149e place mondiale. Il s'agit de la dernière performance majeure de sa carrière dans un tournoi du circuit principal.
Parcours lors du tournoi de Bordeaux :
- Q1 :  Tuomas Ketola, 293e (7-5, 6-2)
- Q2 :  Lars Jonsson, 158e (6-1, 6-3)
- Q3 :  Thierry Champion, 183e (6-4, 6-2)
- 1er tour :  Rodolphe Gilbert, 151e (6-2, 6-4)
- 2e tour :  David Prinosil, 70e et tête de série no 5 (6-3, 6-2)
- 1/4 de finale :  Guillaume Raoux, 105e (6-2, 6-2)
- 1/2 de finale :  Lionel Roux, 74e et tête de série no 8 (6-4, 6-2)
- Finale :  Jakob Hlasek, 73e et tête de série no 7 (6-4, 6-4)

Mis à part ses succès dans les tournois ATP, Doumbia s'est également illustré sur le circuit Challenger avec une finale en Guadeloupe en 1989, à Benin City en 1991 et un titre à Campos en 1991. Dans les tournois Satelittes, il s'est imposé en Finlande en 1993, au Danemark et en Russie en 1995 et enfin en Iran et Tunisie en 1997 (en simple et en double). En double, il est finaliste à Lagos en 1986, titré à Tarbes en 1987, à Campos en 1991 et à La Réunion en 1995 avec Fabrice Santoro.

## Palmarès

### Titres en simple messieurs
| No | Date       | Nom et lieu du tournoi             | Catégorie    | Dotation  | Surface         | Finaliste    | Score         |  |
| -- | ---------- | ---------------------------------- | ------------ | --------- | --------------- | ------------ | ------------- |  |
| 1  | 08-02-1988 | Grand Prix de tennis de Lyon, Lyon |              | 240 000 $ | Moquette (int.) | Todd Nelson  | 6-4, 3-6, 6-3 |  |
| 2  | 11-09-1995 | Grand Prix Passing Shot, Bordeaux  | World Series | 375 000 $ | Dur (ext.)      | Jakob Hlasek | 6-4, 6-4      |  |

## Parcours dans les tournois duGrand Chelem

### En simple
| Année | Open d'Australie | Open d'Australie | Internationaux de France | Internationaux de France | Wimbledon       | Wimbledon      | US Open         | US Open       |
| ----- | ---------------- | ---------------- | ------------------------ | ------------------------ | --------------- | -------------- | --------------- | ------------- |
| 1988  | —                | —                | 1er tour (1/64)          | N. Kroon                 | 1er tour (1/64) | J. Stoltenberg | 1er tour (1/64) | D. Rostagno   |
| 1989  | —                | —                | —                        | —                        | —               | —              | 1er tour (1/64) | G. Ivanišević |

N.B. : à droite du résultat se trouve le nom de l'ultime adversaire.

### En double
N'a jamais participé à un tableau final.